# Loreto (Santiago del Estero)
Loreto (auch: Villa San Martín) ist die Hauptstadt des Departamento Loreto in der Provinz Santiago del Estero im nordwestlichen Argentinien. Sie liegt 59 Kilometer von der Provinzhauptstadt Santiago del Estero entfernt, mit der sie über die Ruta Nacional 9 verbunden ist. In der Klassifikation der Gemeinden der Provinz ist sie als Gemeinde der 2. Kategorie eingeteilt.

## Bevölkerung
Loreto (Santiago del Estero) hat 9854 Einwohner (2001, INDEC), das sind 56 Prozent der Bevölkerung des Departamento Loreto.

## Persönlichkeiten
- Miriani Griselda Pastoriza (* 1939), argentinisch-brasilianische Astrophysikerin und Hochschullehrerin

## Feste
- Festival del Rosquete (Februar)
- Patronatsfest der Virgen de Loreto (10. Dezember)